# Heterotephraea dispar
Heterotephraea dispar är en skalbaggsart som beskrevs av Franz Antoine 2006. Heterotephraea dispar ingår i släktet Heterotephraea och familjen Cetoniidae. Inga underarter finns listade i Catalogue of Life.